# Marie Petipa
Pour les articles homonymes, voir Petipa.
Marie Petipa (en russe : Мария Мариусовна Петипа), née à Saint-Pétersbourg le 17 octobre 1857 (29 octobre dans le calendrier grégorien) et morte à Paris le 16 janvier 1930, est une danseuse russe, fille de Marius Petipa et de Maria Sourovchtchikova,.

## Biographie
Élève de son père, Marie Petipa débute au Théâtre Mariinsky en 1875 dans Le Dahlia bleu et danse jusqu'en 1911, principalement dans un répertoire de danse de caractère.
Elle épousa le danseur Serge Legat (1875-1905) et émigra en France en 1928.
Elle mourut à Paris dans la misère. Sa tombe n'a pas été conservée.

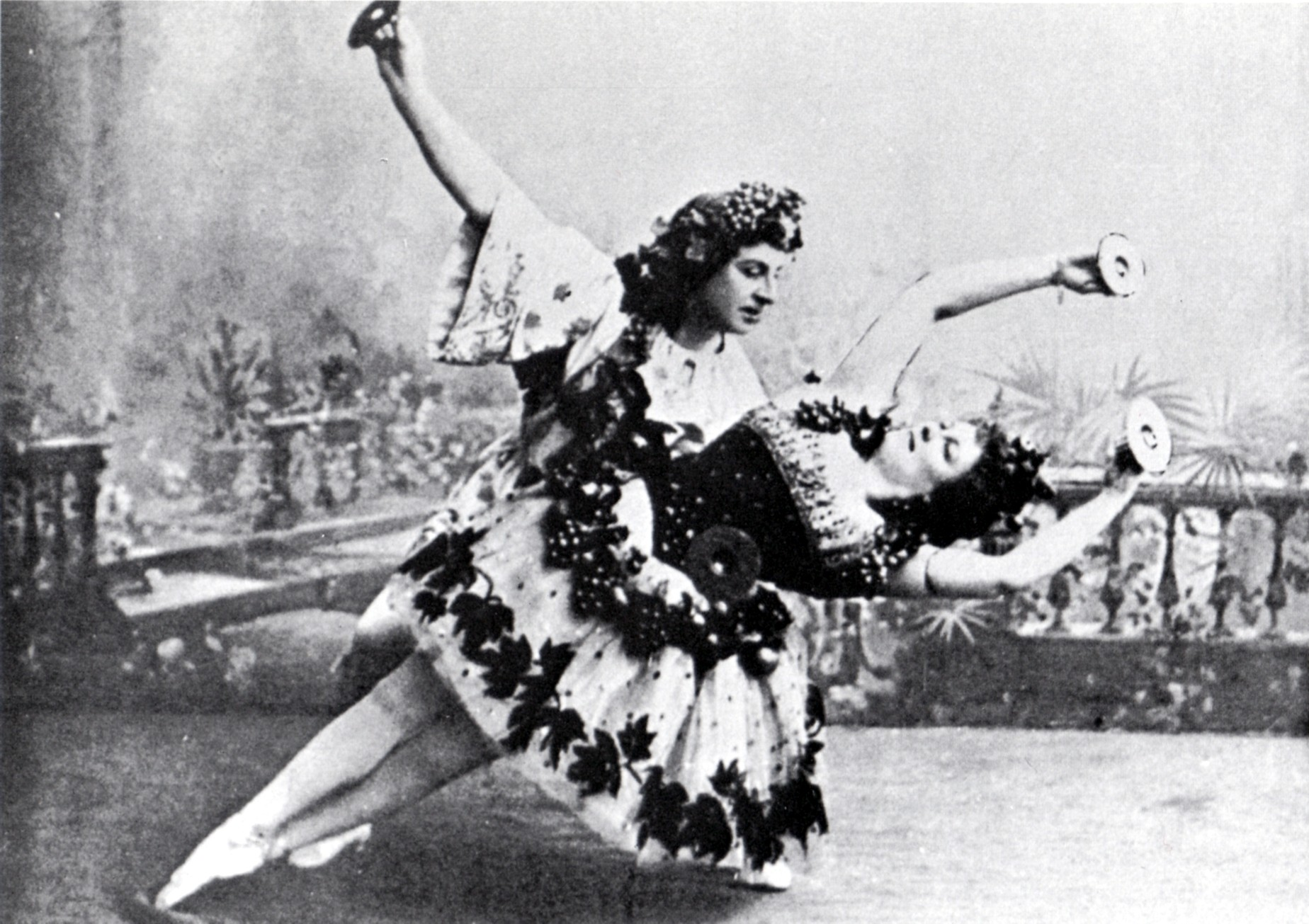
Pavel Gerdt et Marie Petipa dans le ballet Les Saisons de Marius Petipa et Alexandre Glazounov.